# Living Legend
Albums de Art Pepper
Live At Donte's 1968
(1968) The Trip
(1976)
Living Legend est un album d'Art Pepper.

## La session
Première session en 15 ans pour Art Pepper qui signe ici l'un des retours les plus réussis de l'histoire du jazz. Il venait en effet de passer une bonne partie des années 1960 en prison et la première moitié des années 1970 à Synanon où il s'est désintoxiqué et soigné.
Ophelia a été écrit à San Quentin en 1963. Peu après, Art sort de prison pour y retourner rapidement. Il écrit alors Lost Life qui symbolise son sentiment, après 10 ans d'incarcération au total, qu'il n'en sortirait jamais. À sa sortie définitive de prison en 1966, il joue du ténor et a du mal à trouver des engagements à l'exception du Shelly's Manne-Hole. La raison principale de son choix de se consacrer au ténor est due à son admiration pour John Coltrane qui aura une profonde influence sur son jeu. Une autre raison est la plus grande facilité pour obtenir du travail notamment dans le milieu du rock.
En 1968, alors qu'il commence à se décourager de pouvoir vivre de la musique, Art est appelé par Buddy Rich qui lui demande de rejoindre son big band. Il se remet alors avec succès à l'alto.
Lors de cet engagement avec Buddy Rich, il est victime d'une rupture de la rate. Il est opéré deux fois et est en très mauvaise santé. Il décide d'intégrer Synanon pour se remettre en forme. C'est là qu'il rencontre sa dernière femme Laurie et écrit What Laurie Likes. Il quitte Synanon en 1972 et travaille dans une bibliothèque n'étant pas sûr de vouloir refaire de la musique.
À la suite d'un appel de la University of Denver pour faire une master-class et avec l'aide de Ken Yohe (à qui est dédié le morceau Mr. Yohe), il va pouvoir emprunter des instruments et se remettre à travailler, puis enregistrer cet album.
Il y retrouve Hampton Hawes, avec qui il a joué dès 1951, et Shelly Manne avec qui il a joué tout au long des années 1950.

## Titres
- 01. Ophelia 7:54
- 02. Here's That Rainy Day 5:40
- 03. What Laurie Likes 6:45
- 04. Mr. Yohe 7:13
- 05. Lost Life 5:56
- 06. Samba Mom-Mom 8:21
- 07. Samba Mom-Mom [Alternate Take] 7:05

## Personnel
- Art Pepper (as), Hampton Hawes (p), Charlie Haden (b), Shelly Manne (d).

## Dates et lieux
- Contemporary's Studio, Los Angeles,  Californie, 9 août 1975

## CD références
- 2006, Contemporary Records - VICJ-41725